# Angga Dwimas Sasongko
Angga Dwimas Sasongko (ur. 11 stycznia 1985 w Dżakarcie) – indonezyjski reżyser, scenarzysta i producent filmowy.

## Życiorys
Urodził się 11 stycznia 1985 w Dżakarcie.
Jako producent debiutował w 2006 roku filmem Foto Kotak dan Jendela.
W 2017 roku jego film Surat dari Praha (2016) był kandydatem Indonezji do Oscara w kategorii najlepszego filmu nieanglojęzycznego. 
Wyreżyserowany przez niego film Wiro Sableng 212 (2018) zdobył trzy nagrody Citra.

## Filmografia
- Foto Kotak dan Jendela (2006)
- Jelangkung 3 (2007)
- Hari Untuk Amanda (2009)
- Cahaya Dari Timur: Beta Maluku (2013)
- Filosofi Kopi (2015)
- Surat Dari Praha (2016)
- Bukaan 8 (2017)
- Filosofi Kopi 2: Ben & Jodi (2017)
- Wiro Sableng 212 (2018)